# 普卢格拉斯
普卢格拉斯（法語：Plougras，法語發音：[pluɡʁas]）是法国阿摩尔滨海省的一个市镇，位于该省西部，和菲尼斯泰尔省接壤，属于拉尼永区。

## 地理
普卢格拉斯（48°30'39"N, 3°33'41"W）面积26.48 平方千米，位于法国布列塔尼大區阿摩尔滨海省，该省份为法国西北部沿海省份，位于布列塔尼半岛北部，北濒大西洋英吉利海峡，西接菲尼斯泰尔省，南至莫尔比昂省，东临伊勒-维莱讷省。
与普卢格拉斯接壤的市镇（或旧市镇、城区）包括：洛吉维普卢格拉斯、洛于埃克、普卢内兰、博拉泽克、博措雷勒、盖尔莱斯坎。
普卢格拉斯的时区为UTC+01:00、UTC+02:00（夏令时）。

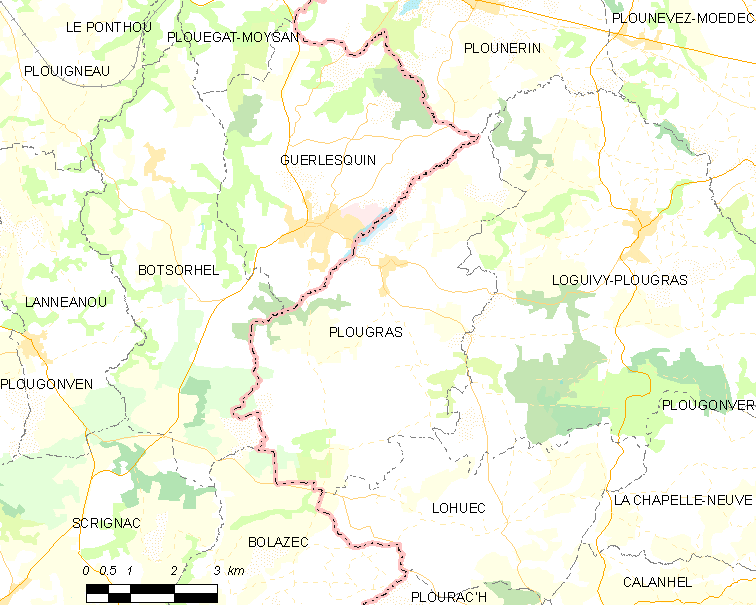
普卢格拉斯的OSM定位图

## 行政
普卢格拉斯的邮政编码为22780，INSEE市镇编码为22217。

## 政治
普卢格拉斯所属的省级选区为普莱斯坦莱格雷沃县。

## 交通
阿摩尔滨海省省道D42线和D88线在市中心交汇。

## 人口

1962-2008年间普卢格拉斯人口变化图示

普卢格拉斯于2022年1月1日时的人口数量为428人。